# Georg Adolf Schnarr

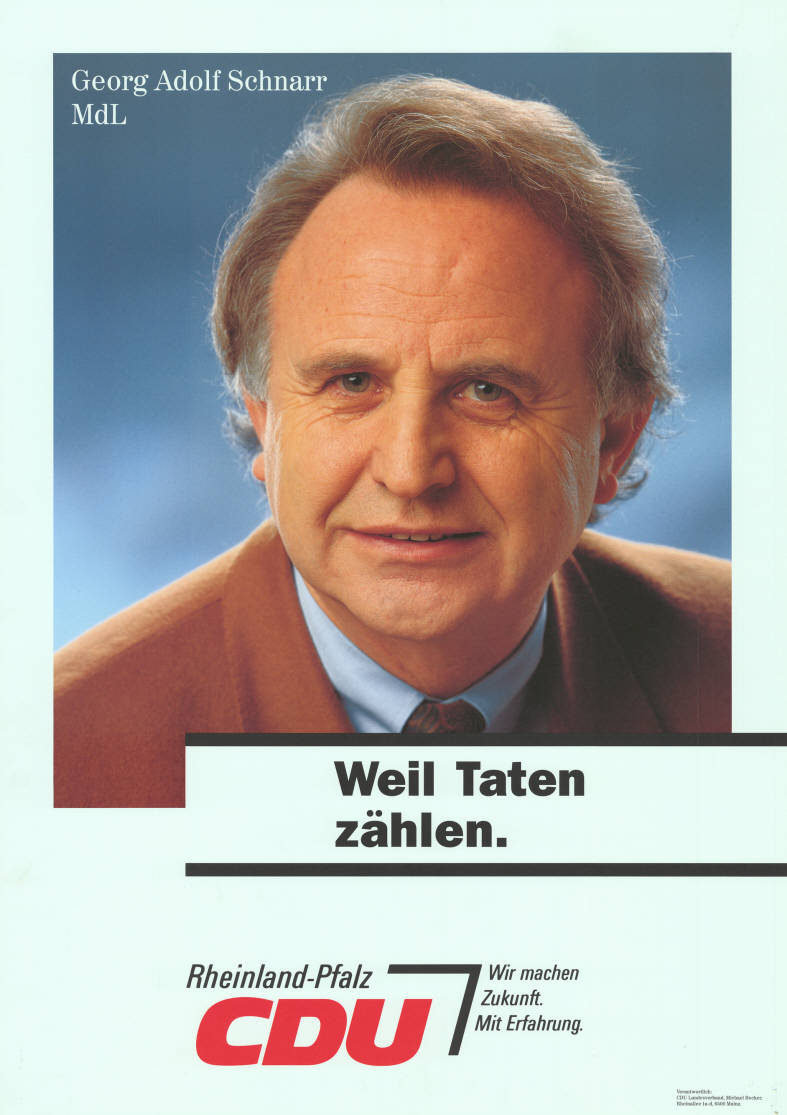
Kandidatenplakat zur Landtagswahl in Rheinland-Pfalz 1991

Georg Adolf Schnarr (* 5. Juni 1936 in Saarbrücken; † 31. August 2010 in Homburg) war ein deutscher Jurist, Landtagsabgeordneter und Fußballfunktionär.
Schnarr war in seiner juristischen Laufbahn Richter am Oberlandesgericht Zweibrücken und Leitender Oberstaatsanwalt in Kaiserslautern. Seit Mai 2002 war er Mitglied des Verfassungsgerichtshofs Rheinland-Pfalz. Seit 1980 war Schnarr zudem von 1979 bis 1996 über 4 Wahlperioden lang Abgeordneter der CDU im Landtag von Rheinland-Pfalz. Er war rechtspolitischer Sprecher der CDU-Fraktion, Vorsitzender der Parlamentarischen Kontrollkommission, Untersuchungsausschussvorsitzender, und Vorsitzender des Wahlprüfungsausschusses.
Schnarr begann seine Karriere als Fußballfunktionär beim FV Bruchmühlbach, bei dem er als Torwart und Stürmer aktiv gewesen war. 36 Jahre lang fungierte Schnarr als Richter des Bundesgerichts des Deutschen Fußball-Bundes (DFB), 26 Jahre davon als dessen Vorsitzender, und war in dieser Funktion an der Aufklärung des Bundesliga-Skandals beteiligt. Er war von 1988 bis 2010 Präsident des Südwestdeutschen Fußballverbandes (SWFV) und seit Juli des Jahres 2010 Ehrenpräsident des Verbandes. Er war Ehrenmitglied des DFB, der ihm für seine Verdienste die Goldene Ehrennadel verliehen hatte. Darüber hinaus war er Vorsitzender des Ehrenrates des 1. FC Kaiserslautern.
Sein jüngerer Bruder war der Fußballtorwart Wolfgang Schnarr.